# Miyagawa Isshō
Pour l’article homonyme, voir Miyagawa.
Miyagawa Isshō (宮川一笑) est un peintre japonais de style ukiyo-e, représentant essentiellement des acteurs de théâtre kabuki, des geisha, des lutteurs de sumo et d'autres éléments de la culture urbaine quotidienne. Il est élève de Miyagawa Chōshun (1682–1752), qui est lui-même influencé par les œuvres de Hishikawa Moronobu. Comme nombre d'autres artistes ukiyo-e, Isshō produit un certain nombre de shunga, peintures de scènes érotiques.
On sait qu'Isshō a été banni d'Edo en 1751 avec son maître Chōshun, pendant un an dans l'île de Niijima à la suite d'un différend relatif au paiement d'une peinture commandée à Nikkō. Après avoir demandé à Chōshun de peindre quelques-uns des murs du Nikkō Tōshō-gū, un artiste de l'École Kanō a refusé ou s'est montré incapable de le payer. Dans la confrontation qui s'est ensuivie, l'artiste Kanō a été tué, probablement par Isshō.

## Galerie

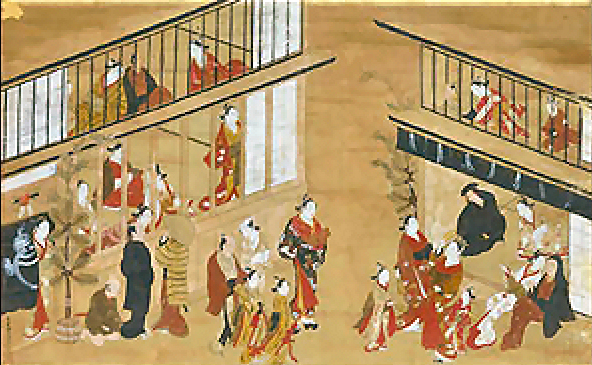
Peinture sans titre de Miyagawa Isshō.
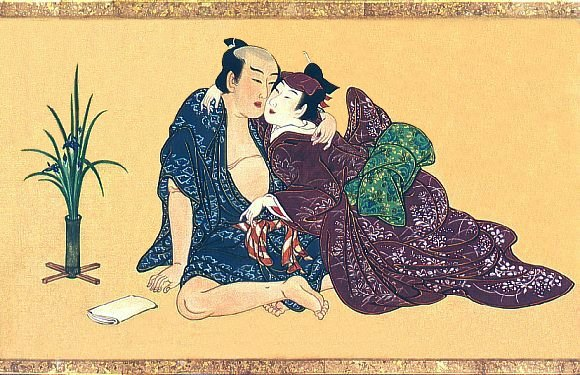
Dans la série « Passe-temps printaniers ».
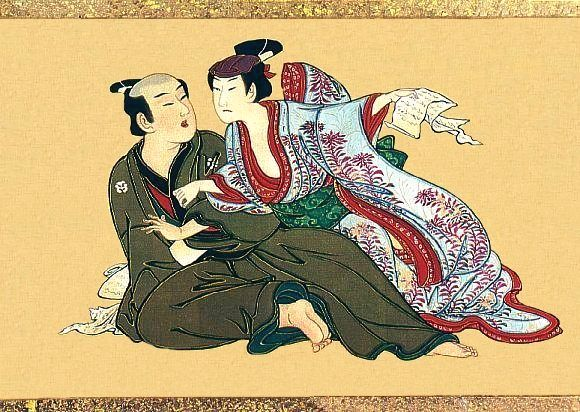
Dans la série « Passe-temps printaniers ».